# اوترویل (میزوری)
اوترویل (به انگلیسی: Otterville) یک منطقهٔ مسکونی در ایالات متحده آمریکا است که در شهرستان کوپر، میزوری واقع شده‌است. اوترویل ۱٫۲۷ کیلومتر مربع مساحت و ۴۵۴ نفر جمعیت دارد و ۲۲۶ متر بالاتر از سطح دریا واقع شده‌است.